# Słoboda (sielsowiet Uźmiony)
Słoboda (biał. Слабада; ros. Слобода) – wieś na Białorusi, w obwodzie witebskim, w rejonie miorskim, w sielsowiecie Uźmiony.

## Historia
W czasach zaborów wieś w gminie Leonpol, w powiecie dzisieńskim, w guberni wileńskiej Imperium Rosyjskiego. Pod koniec XIX wieku należała do dóbr Leonpol, własność Łopacińskich.
W latach 1921–1945 kolonia leżała w Polsce, w województwie wileńskim, w powiecie dziśnieńskim (od 1926 w powiecie brasławskim), w gminie Leonpol.
Według Powszechnego Spisu Ludności z 1921 roku zamieszkiwało tu 130 osób, 5 było wyznania rzymskokatolickiego, 123 prawosławnego a 2 mojżeszowego. Jednocześnie 3 mieszkańców zadeklarowało polską, 120 białoruską, 2 żydowską a 5 rosyjską przynależność narodową. Były tu 24 budynki mieszkalne. W 1931 w 35 domach zamieszkiwało 201 osób.
Wierni należeli do parafii rzymskokatolickiej i prawosławnej w Leonpolu. Miejscowość podlegała pod Sąd Grodzki w Drui i Okręgowy w Wilnie; właściwy urząd pocztowy mieścił się w Leonpolu.
W okresie międzywojennym umiejscowiona była tu strażnica KOP „Słoboda”.
W wyniku napaści ZSRR na Polskę we wrześniu 1939 miejscowość znalazła się pod okupacją sowiecką. 2 listopada została włączona do Białoruskiej SRR. Od czerwca 1941 roku pod okupacją niemiecką. W 1944 miejscowość została ponownie zajęta przez wojska sowieckie i włączona do Białoruskiej SRR.
Od 1991 w składzie niepodległej Białorusi.